# Sesc Pompeia
O Sesc Pompeia é um centro de cultura e lazer localizado no bairro Vila Pompéia, no distrito de Perdizes, na zona oeste da cidade de São Paulo, que reúne teatros, quadras poliesportivas, piscinas, lanchonetes, restaurantes, espaços de exposições, choperia, oficinas, área de leitura e internet livre, entre outros serviços. Seu projeto arquitetônico foi desenvolvido pela arquiteta Lina Bo Bardi, em 1977. Sua inauguração, em 1982, contou com apresentações de bandas da cena punk de São Paulo na época, como Inocentes, Ratos de Porão, Cólera e Olho Seco.
A obra foi eleita pelo jornal americano The New York Times como uma das 25 obras arquitetônicas mais importantes construídas depois da Segunda Guerra Mundial.

## Galeria

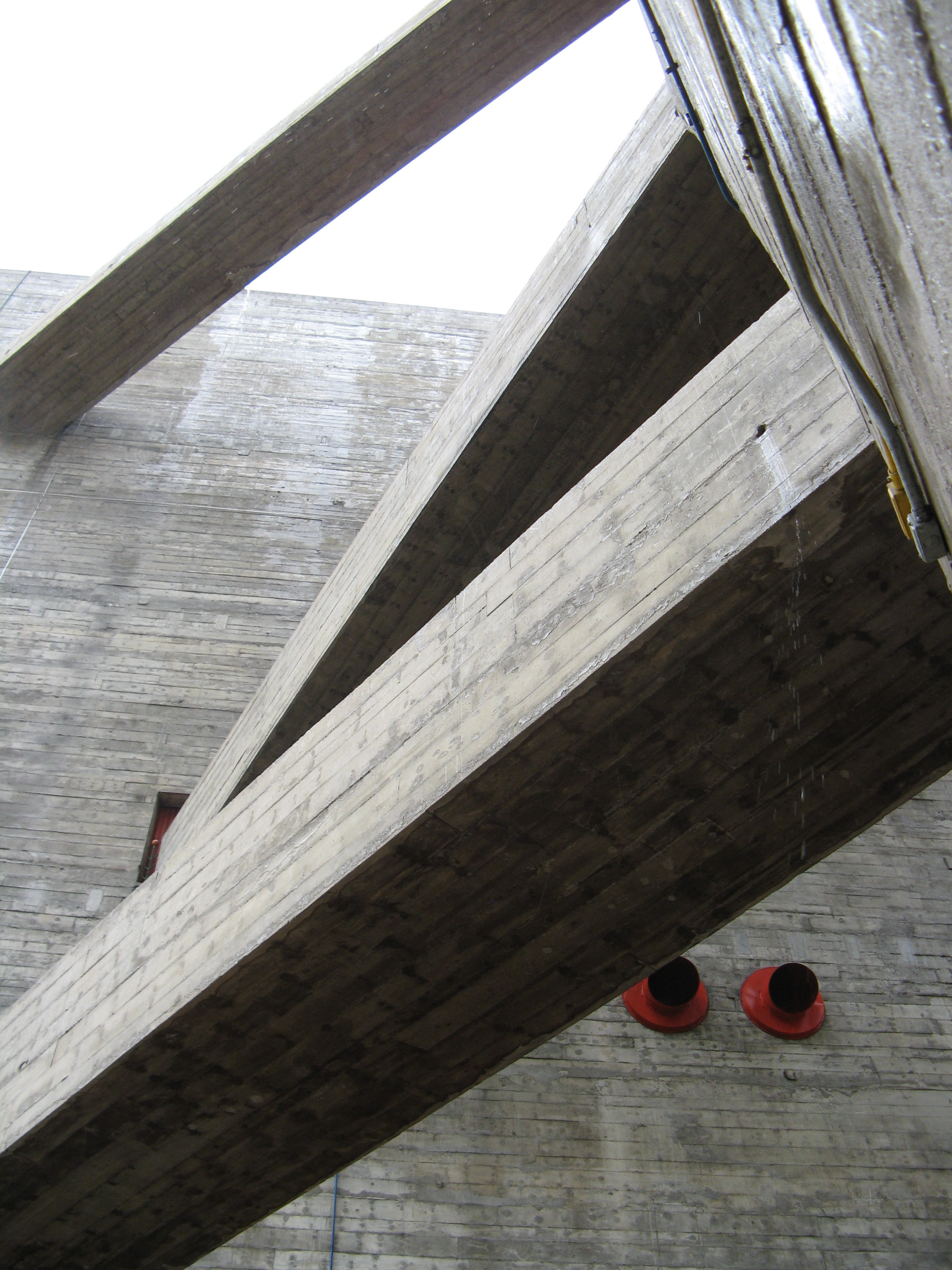
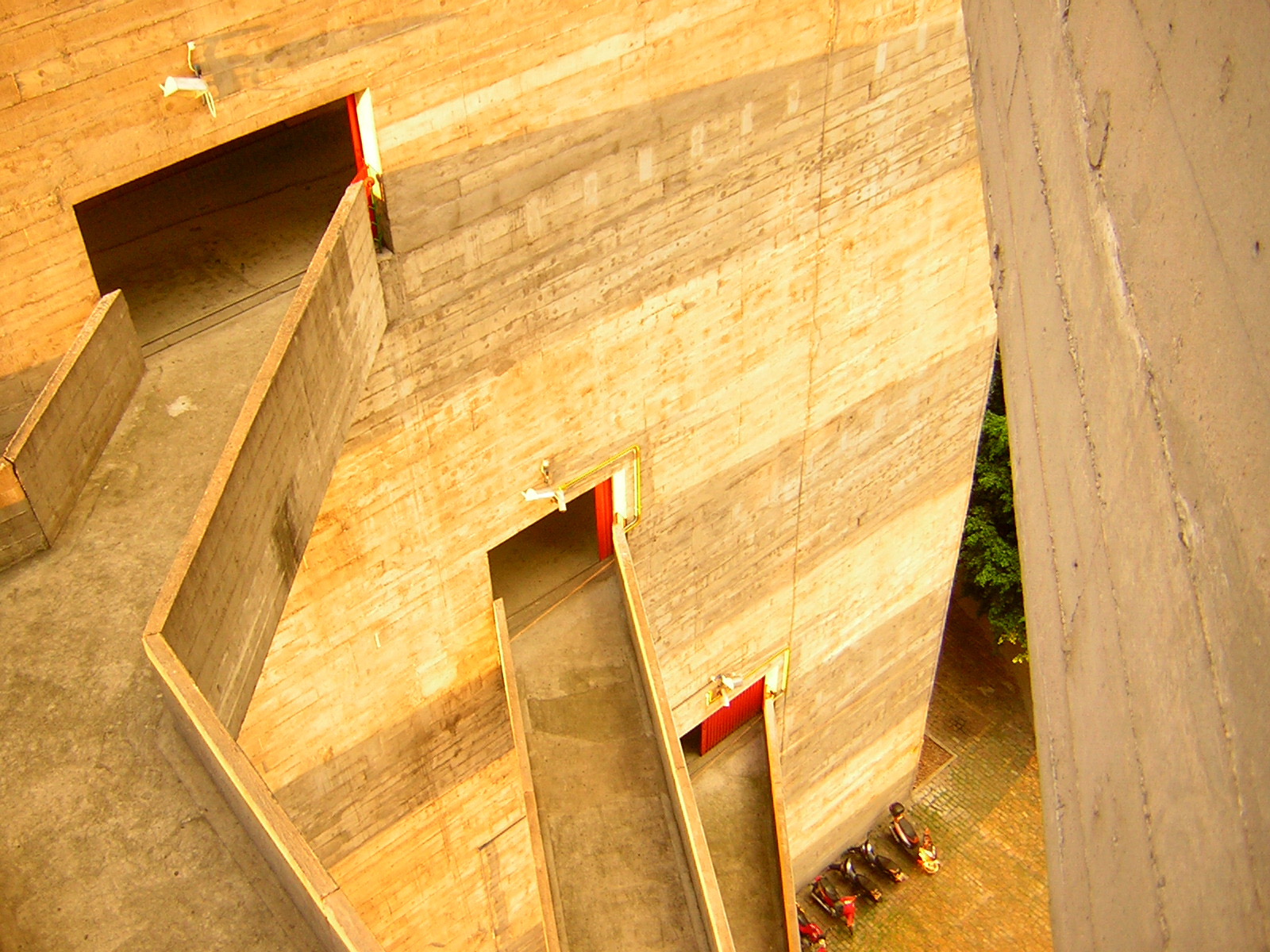
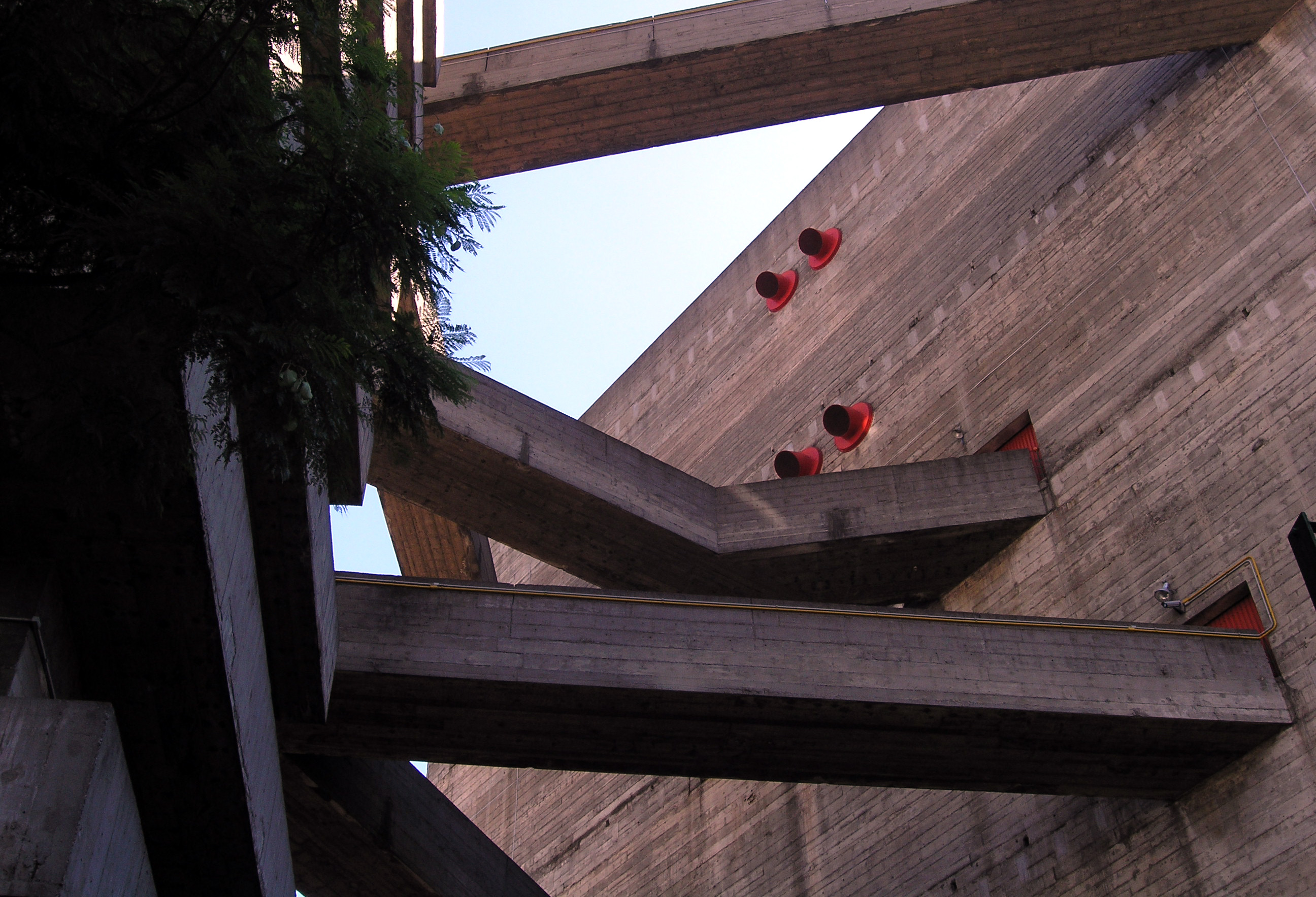

## Crítica ao espaço do teatro
Em 28 de setembro de 2014, foi publicado na Folha de S.Paulo o resultado da avaliação feita pela equipe do jornal ao visitar os sessenta maiores teatros da cidade de São Paulo. O local foi premiado com três estrelas, uma nota "regular", com o consenso: "Oferece programação diversificada: música, dança, teatro adulto e infantil. A infraestrutura do complexo é boa aliada, já que é possível tomar um café e utilizar o restaurante do espaço antes ou depois da apresentação. Os preços dos ingressos são atrativos, mas o espaçamento entre as poltronas é pequeno, e as cadeiras de madeira bruta podem gerar desconforto se o espetáculo for longo. O local diz que as cadeiras sem estofados são para que o espectador fique desperto e concentrado."